# H. L. Gold
Horace Leonard Gold (* 26. April 1914 in Montreal, Kanada; † 21. Februar 1996 in Laguna Beach, Florida) war ein US-amerikanischer Science-Fiction-Autor und -Herausgeber. Meist veröffentlichte er als H. L. Gold, aber auch als C. C. Campbell, Clyde C. Campbell, Clyde Crane Campbell, Dudley Dell, Horace L. Gold.

## Leben
Golds Eltern siedelten in die USA über, als der in Kanada geborene Sohn zwei Jahre alt war. Er verfügte über die doppelte Staatsbürgerschaft, lebte in der Bronx, New York City, und in Providence, Rhode Island. 
Obwohl eigentlich Kanadier, über dreißig, plattfüßig und Vater eines neugeborenen Kindes, wurde er dennoch 1944 in die US Army einberufen und diente bis 1946. Horace L. Gold litt als Folge von Kriegstraumata an einer wachsenden Agoraphobie, so dass er sich 1961 nach einer Reihe von Erkrankungen und einem schweren Autounfall in den Ruhestand zurückzog. 
Gold war zweimal verheiratet und hat einen Sohn aus erster Ehe. 
Er starb 1996 an Arteriosklerose.

## Werk
Seine ersten Kurzgeschichten veröffentlichte er Mitte der 1930er Jahre, beginnend mit Inflexible, 1934 in Astounding erschienen. Erfolgreich war er mit Erzählungen wie Trouble with Water und A Matter of Form (beide 1939). In den Jahren 1939 bis 1941 war er Mitherausgeber von gleich drei SF-Magazinen, Captain Future, Thrilling Wonder Stories and Startling Stories. Danach arbeitete er für DC Comics, wo er Texte für Heftreihen wie Batman, Superman, Superboy, Boy Commandos und Wonder Woman schrieb. 
Einflussreich war er auf seinem Posten als erster Herausgeber des SF-Magazins Galaxy, mit dem er die Entwicklung des Genres in den Jahren 1950 bis 1961 maßgeblich mitbestimmte und neue Strömungen forcierte. Galaxy konzentrierte sich weniger als andere Zeitschriften auf Technologie und Hardware, sondern öffnete das Genre für soziologische und psychologische Themen, ja sogar für Humor und Satire. Gold profitierte auch davon, dass sich zu dieser Zeit zunehmend Autoren von seinem Konkurrenten John W. Campbell abwendeten, weil die Begeisterung des Marktführers für Dianetik auf viele befremdlich wirkte. Außerdem zahlte Gold besser. Er war von 1953 bis 1955 zusätzlich Herausgeber von Beyond Fantasy Fiction, einem kurzlebigen Schwestermagazin von Galaxy, dessen Schwerpunkt mehr auf Fantasy lag. Außerdem war er noch von 1959 bis 1961 Herausgeber des Science-Fiction Magazins If.

## Auszeichnungen
- 1953: Hugo Award für Galaxy
- 1981: Forry Award für das Lebenswerk
- 1984: First Fandom Hall of Fame Award
- 1987: Milford Award für das Lebenswerk

## Bibliographie
Roman
- None But Lucifer (1939, mit L. Sprague de Camp)

Sammlungen
- The Old Die Rich and Other Science Fiction Stories  (1955)
- Inside Man & Other Science Fictions: Science Fiction on the Gold Standard (2003)
- Perfect Murders (2010)

Kurzgeschichten
- Inflexure (1934, als Clyde Crane Campbell)
- Fog (1935, als C. C. Campbell)
- Gold (1934, auch als Clyde Crane Campbell, 1935)
- No Medals (1935, als Leigh Keith)
- Age (1935, als Clyde Crane Campbell)
- The Avatar (1935, als Clyde C. Campbell)
- A Matter of Form (1938)
- Problem in Murder (1939)
- Trouble with Water (1939)
  - Deutsch: Eine verflixt trockene Angelegenheit. In: D. R. Bensen (Hrsg.): Straße der Verdammnis. Pabel (Terra Fantasy #66), 1979. Auch als: Der Ärger mit dem Wasser. In: Isaac Asimov, Martin H. Greenberg (Hrsg.): Die besten Stories von 1939. Moewig (Playboy Science Fiction #6727), 1982, ISBN 3-8118-6727-X.
- Hero (1939)
- Day Off (1939)
- Perfect Murder (1940)
- Jewel of Mars (1940)
- Out of the Depths (1940)
- Black Absolute (1940)
- Warm, Dark Places (1940)
- Without Rocket from Earth (1941)
- Grifters' Asteroid (1943)
- Menace of the Mists (1943, als Richard Storey)
- I Know Suicide (1947)
- Love Ethereal (1951, auch als Love in the Dark)
- The Biography Project (1951, als Dudley Dell)
  - Deutsch: Nicht gucken! In: Isaac Asimov, Martin H. Greenberg, Joseph D. Olander (Hrsg.): Feuerwerk der SF. Goldmann (Edition '84: Die positiven Utopien #8), 1984, ISBN 3-442-08408-3.
- And Three to Get Ready… (1952)
- The Man with English (1953)
  - Deutsch: Der Sonderfall. In: Terry Carr (Hrsg.): Die Superwaffe. Goldmanns Weltraum Taschenbücher #095, 1968. Auch als: Der Mann, der englischte. In: Josh Pachter (Hrsg.): Top Science Fiction: Zweiter Teil. Heyne SF&F #4517, 1988, ISBN 3-453-02774-4.
- The Old Die Rich (1953)
  - Deutsch: Die Alten sterben reich. In: Lothar Heinecke (Hrsg.): Galaxis Science Fiction, #11. Moewig, 1959.
- No Charge for Alterations (1953)
- Don't Take It to Heart (1953)
- At the Post (1953)
- The Enormous Room (1953, mit Robert W. Krepps)
- Man of Parts (1954)
  - Deutsch: Die Felsenfresser. In: Wulf H. Bergner (Hrsg.): Die Menschenfarm. Heyne SF&F #3081, 1966.
- Bodyguard (1956, als Christopher Grimm)
- Never Come Midnight (1958, als Christopher Grimm)
- Personnel Problem (1958)
- Someone to Watch Over Me (1959, mit Floyd C. Gale, als Christopher Grimm)
  - Deutsch: Handel mit dem Hyperraum. In: Walter Ernsting (Hrsg.): Galaxy 8. Heyne SF&F #3093, 1967.
- What Price Wings? (1962)
  - Deutsch: Was kosten Flügel? In: Friedel Wahren, Erik Simon (Hrsg.): Retter der Ewigkeit: Geschichten zwischen Diesseits und Jenseits. Heyne Allgemeine Reihe #13485, 2001, ISBN 3-453-19923-5.
- Inside Man (1965)
- The Transmogrification of Wamba's Revenge (1967)
- The Riches of Embarrassment (1968)
  - Deutsch: Die Nachbarin. In: Walter Ernsting, Thomas Schlück (Hrsg.): Galaxy 13. Heyne SF&F #3155, 1969.
- The Villains From Vega IV (1968, mit E. J. Gold)
- That's the Spirit (1975)

Sachbuch
- What Will They Think of Last? (1976)

Anthologien
- Galaxy Reader of Science Fiction (1952)
- Second Galaxy Reader of Science Fiction (1954)
- Galaxy Science Fiction Omnibus (1955, auch als How to Write Great Science Fiction: Working Journal and Best-known Classics, 2002)
- The Third Galaxy Reader (1958)
- Five Galaxy Short Novels (1958)
- The Fourth Galaxy Reader (1959)
- World That Couldn't Be and 8 Other SF Novelets (1959)
- Bodyguard and 4 Other Short SF Novels from Galaxy (1960)
- The Fifth Galaxy Reader (1961)
- Mind Partner and 8 Other Novelets from Galaxy (1961)
- The Sixth Galaxy Reader (1962)